# Bad Pirawarth
Bad Pirawarth ist eine Marktgemeinde mit 1743 Einwohnern (Stand 1. Jänner 2025) im Bezirk Gänserndorf in Niederösterreich.

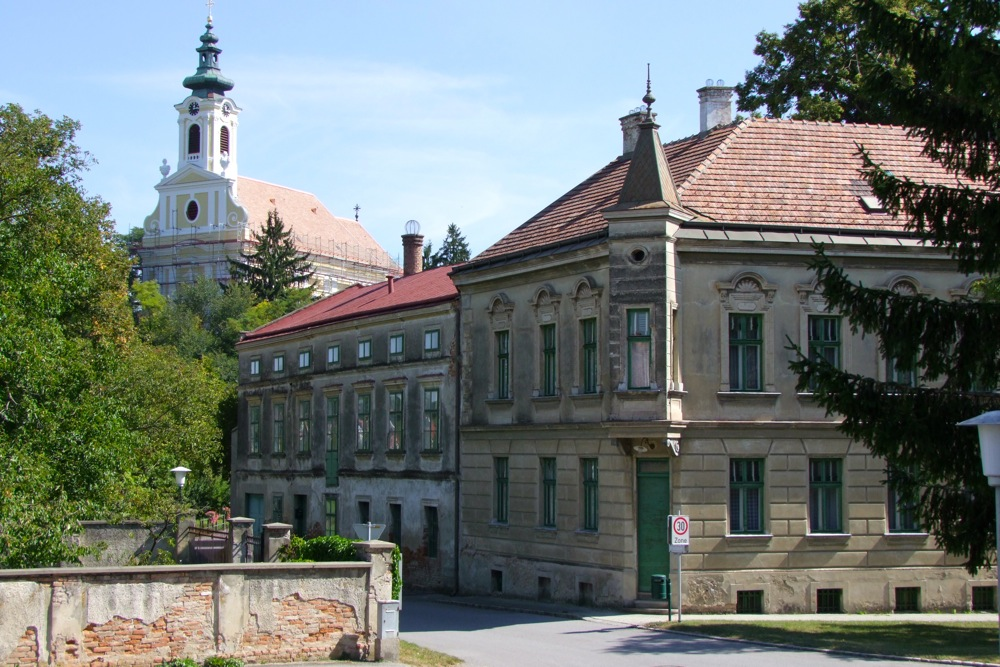
Zentrum von Bad Pirawarth

## Geografie
Bad Pirawarth liegt im Weinviertel in Niederösterreich im Tal des Weidenbaches, eines Nebenflusses der March. Der Weidenbach fließt in einer Höhe von rund 180 Metern über dem Meer, nach Süden steigt das Gemeindegebiet in bewaldeten Höhen auf 250 Meter an.  Die Bezirkshauptstadt Gänserndorf ist 18 Straßenkilometer entfernt.
Die Fläche der Marktgemeinde umfasst 25,44 Quadratkilometer. Davon sind 65 Prozent landwirtschaftliche Nutzfläche, 20 Prozent sind bewaldet.

### Gemeindegliederung
Das Gemeindegebiet umfasst folgende zwei Ortschaften (in Klammern Einwohnerzahl Stand 1. Jänner 2025):
- Bad Pirawarth (1294)
- Kollnbrunn (449)

Die Gemeinde besteht aus den Katastralgemeinden Kollnbrunn und Pirawarth.

### Nachbargemeinden
|                          | Gaweinstal (Mistelbach)                     | Matzen-Raggendorf |
| Hochleithen (Mistelbach) | Kompassrose, die auf Nachbargemeinden zeigt |                   |
| Wolkersdorf (Mistelbach) |                                             | Groß-Schweinbarth |

## Geschichte
Die erste urkundliche Erwähnung stammt aus dem Jahr 1120, als Markgraf Leopold III. seine Besitzungen in Pirchinwart (= birkene Warte) dem Stift Klosterneuburg übergab. In dessen Besitz blieb es bis 1840. Bereits der Name weist auf eine frühe Wehranlage hin. Diese wurde später zur Kirchenfestung erweitert. Zu Beginn des 14. Jahrhunderts wird ein Badesaal genannt. Bis Anfang des 20. Jahrhunderts war Bad Pirawarth eine beliebte Heilquelle.
1927 erfolgte die Erhebung zum Markt.
Laut Adressbuch von Österreich waren im Jahr 1938 in der Marktgemeinde Bad Pirawarth ein Transportunternehmer, zwei Bäcker, zwei Binder, zwei Fleischer, zwei Friseure, zwei Fuhrwerker, vier Gastwirte, acht Gemischtwarenhändler, ein Glaser, eine Hebamme, vier Kohlenhändler, zwei Lohndrescher, ein Maler, ein Maurermeister, eine Milchgenossenschaft, drei Mühlen, ein Fotograf, ein Sägewerk, zwei Schlosser, zwei Schmiede, zwei Schneider und vier Schneiderinnen, sieben Schuster, ein Spengler, drei Tischler, zwei Viehhändler, zwei Viktualienhändler, ein Weinhändler, ein Zementwarenerzeuger, ein Zimmermeister und mehrere Landwirte ansässig. Weiter gab es im Ort das Kurhaus und das  darin befindliche Kurhauskino.

### Einwohnerentwicklung
| Bad Pirawarth: Einwohnerzahlen von 1869 bis 2024 | Bad Pirawarth: Einwohnerzahlen von 1869 bis 2024 | Bad Pirawarth: Einwohnerzahlen von 1869 bis 2024 | Bad Pirawarth: Einwohnerzahlen von 1869 bis 2024 | Bad Pirawarth: Einwohnerzahlen von 1869 bis 2024 |
| ------------------------------------------------ | ------------------------------------------------ | ------------------------------------------------ | ------------------------------------------------ | ------------------------------------------------ |
| Jahr                                             |                                                  |                                                  |                                                  | Einwohner                                        |
| 1869                                             | 1869                                             |                                                  | 1.710                                            | 1.710                                            |
| 1880                                             | 1880                                             |                                                  | 1.853                                            | 1.853                                            |
| 1890                                             | 1890                                             |                                                  | 2.085                                            | 2.085                                            |
| 1900                                             | 1900                                             |                                                  | 2.048                                            | 2.048                                            |
| 1910                                             | 1910                                             |                                                  | 2.153                                            | 2.153                                            |
| 1923                                             | 1923                                             |                                                  | 1.952                                            | 1.952                                            |
| 1934                                             | 1934                                             |                                                  | 1.771                                            | 1.771                                            |
| 1939                                             | 1939                                             |                                                  | 1.717                                            | 1.717                                            |
| 1951                                             | 1951                                             |                                                  | 1.646                                            | 1.646                                            |
| 1961                                             | 1961                                             |                                                  | 1.544                                            | 1.544                                            |
| 1971                                             | 1971                                             |                                                  | 1.460                                            | 1.460                                            |
| 1981                                             | 1981                                             |                                                  | 1.371                                            | 1.371                                            |
| 1991                                             | 1991                                             |                                                  | 1.522                                            | 1.522                                            |
| 2001                                             | 2001                                             |                                                  | 1.541                                            | 1.541                                            |
| 2011                                             | 2011                                             |                                                  | 1.688                                            | 1.688                                            |
| 2021                                             | 2021                                             |                                                  | 1.786                                            | 1.786                                            |
| 2024                                             | 2024                                             |                                                  | 1.756                                            | 1.756                                            |
| Quelle(n): Statistik Austria                     |                                                  |                                                  |                                                  |                                                  |

## Kultur und Sehenswürdigkeiten

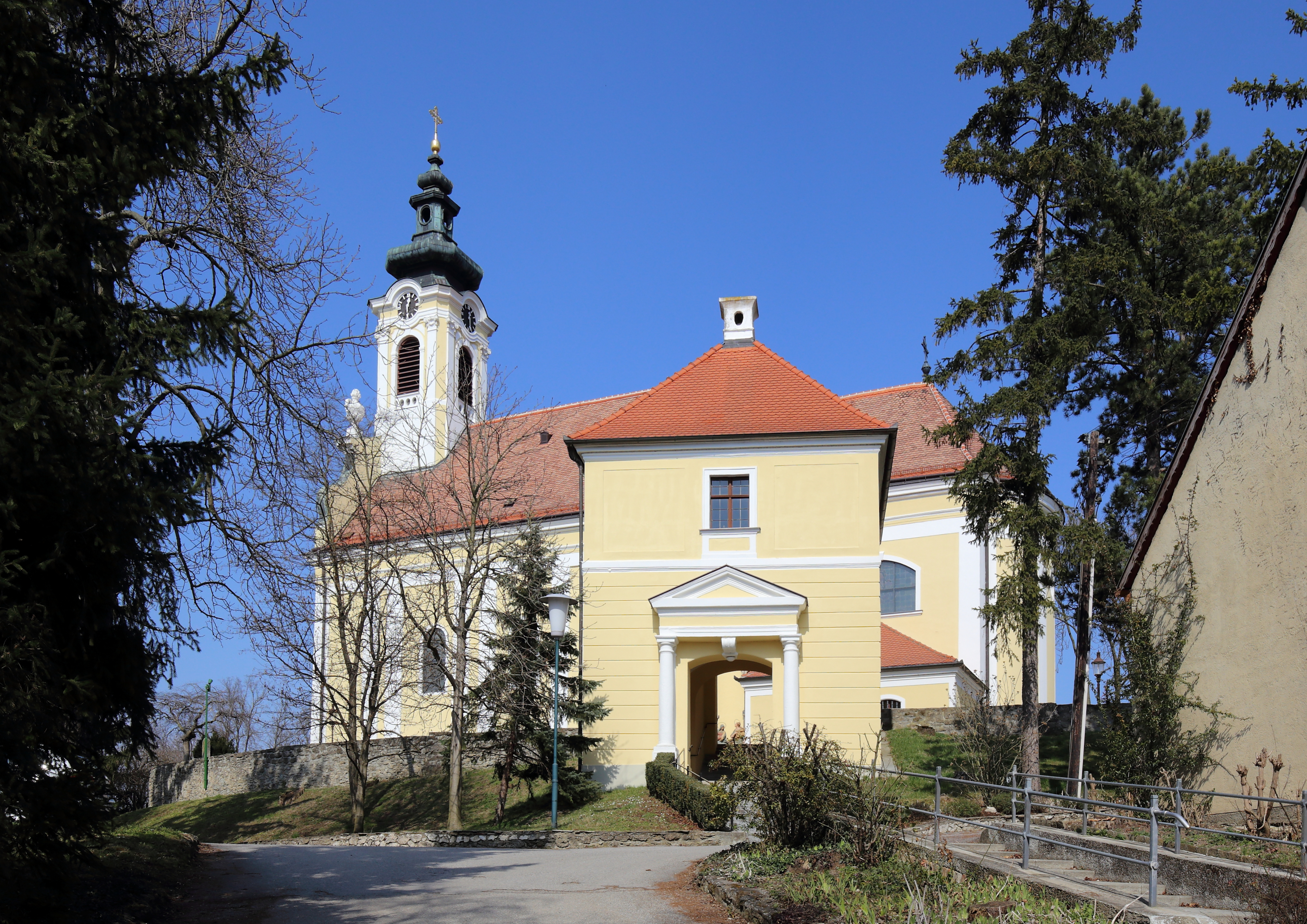
Pfarrkirche Bad Pirawarth

### Bauwerke
- Katholische Pfarrkirche hll. Barbara und Agatha: Der an der Stelle einer mittelalterlichen Wehrkirche auf dem Hausberg errichtete Sakralbau ist ein bemerkenswerter barocker Kirchenbau von Donato Felice d’Allio.
- Jüdischer Friedhof Bad Pirawarth: ummauerte Abteilung des Ortsfriedhofes im Südosten des Kirchberges
- Das Rathaus liegt mitten im Prof.-Knesl-Park, der nach dem Bildhauer Hans Knesl benannt ist.

### Sport
- Der örtliche Fußballverein SV Bad Pirawarth existiert seit 1952 und spielt derzeit (Stand 2015) in der 1. Klasse Nord.
- Seit 2006 gibt es den Union Judoclub Raika Bad Pirawarth.

### Filme
- 1969/1970 Austrommeln in Breitensee/Marchegg und Ausblasen in Bad Pirawarth.[5]

## Wirtschaft und Infrastruktur

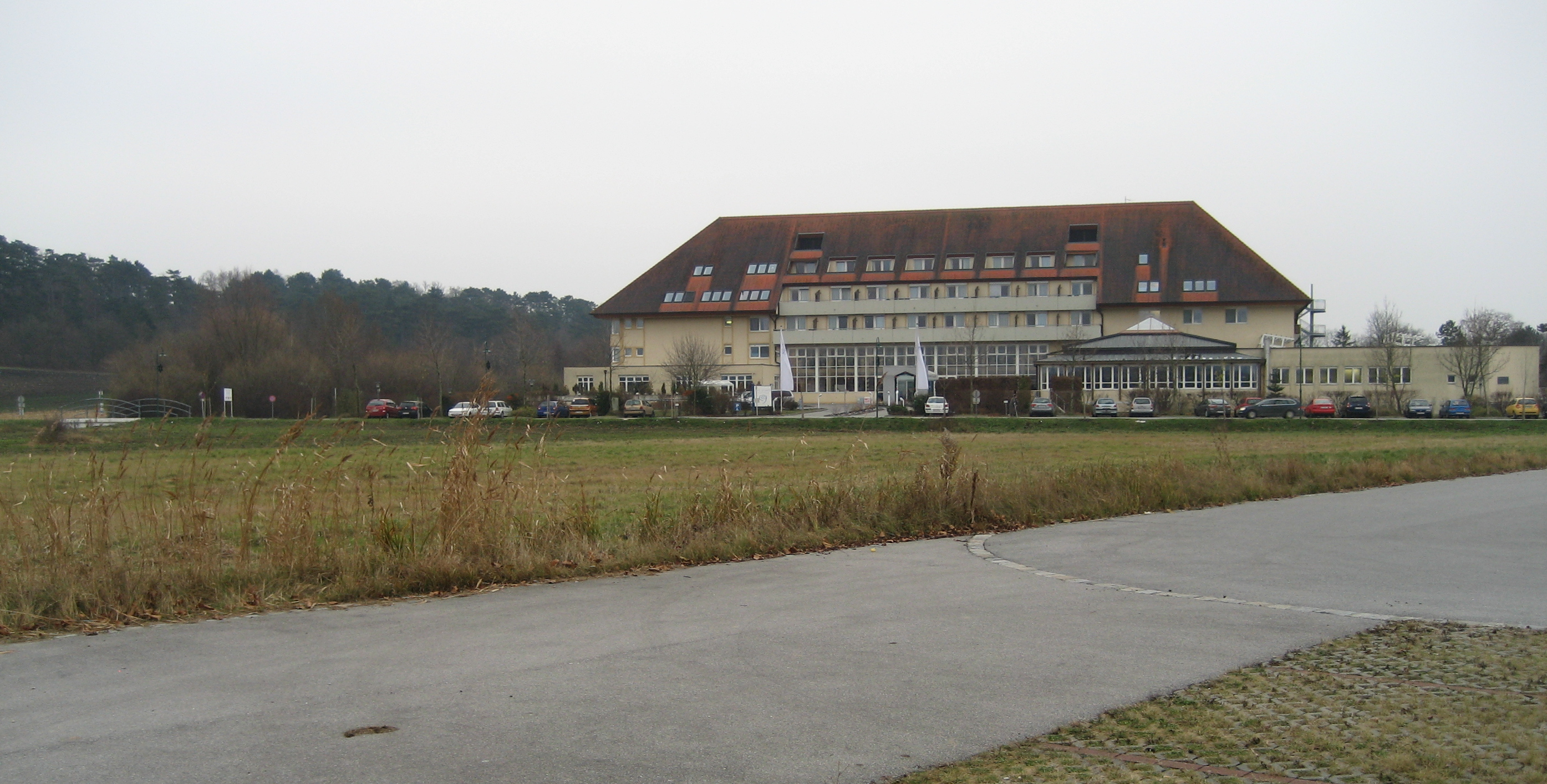
Kurzentrum Bad Pirawarth

Nichtlandwirtschaftliche Arbeitsstätten gab es im Jahr 2001 51, land- und forstwirtschaftliche Betriebe nach der Erhebung 1999 102. Die Zahl der Erwerbstätigen am Wohnort betrug nach der Volkszählung 2001 747. Die Erwerbsquote lag 2001 bei 49,38 Prozent. Bad Pirawarth ist ein Kurort.
Erwähnenswert ist das in der Gemeinde befindliche Kur- und Rehabilitationszentrum für Neurologie und Orthopädie, die Klinik Pirawarth.

### Öffentliche Einrichtungen
In Bad Pirawarth befindet sich eine Volksschule.

### Verkehr
Bad Pirawarth war bis Dezember 2019 im öffentlichen Verkehr durch die Lokalbahn Gänserndorf–Mistelbach an das Eisenbahnnetz angebunden, außerdem begann im Ort einst die Bahnstrecke Bad Pirawarth–Dobermannsdorf.
Seit 2021 wird im Bereich der Stationen Bad Pirawarth, Klein-Harras, Hohenruppersdorf und Sulz-Nexing eine Museumsbahn mit historischen Garnituren betrieben.

## Politik

### Gemeinderat
Der Gemeinderat hat 19 Mitglieder.
- Nach den Gemeinderatswahlen in Niederösterreich 1990 hatte der Gemeinderat folgende Verteilung: 13 ÖVP und 6 SPÖ.
- Nach den Gemeinderatswahlen in Niederösterreich 1995 hatte der Gemeinderat folgende Verteilung: 12 ÖVP, 6 SPÖ und 1 FPÖ.[8]
- Nach den Gemeinderatswahlen in Niederösterreich 2000 hatte der Gemeinderat folgende Verteilung: 12 ÖVP und 7 SPÖ.[9]
- Nach den Gemeinderatswahlen in Niederösterreich 2005 hatte der Gemeinderat folgende Verteilung: 11 ÖVP und 8 SPÖ.[10]
- Nach den Gemeinderatswahlen in Niederösterreich 2010 hatte der Gemeinderat folgende Verteilung: 11 ÖVP und 8 SPÖ.[11]
- Nach den Gemeinderatswahlen in Niederösterreich 2015 hatte der Gemeinderat folgende Verteilung: 12 ÖVP und 7 SPÖ.[12]
- Nach den Gemeinderatswahlen in Niederösterreich 2020 hatte der Gemeinderat folgende Verteilung: 11 ÖVP und 8 SPÖ.[13]
- Nach den Gemeinderatswahlen in Niederösterreich 2025 hat der Gemeinderat folgende Verteilung: 10 ÖVP, 6 PETER/SPÖ und 3 FPÖ.[14]

### Bürgermeister
- 2004–2022 Kurt Jantschitsch (ÖVP)
- seit 2022 Verena Gstaltner (ÖVP)[15]

## Persönlichkeiten
Söhne und Töchter der Gemeinde
- Hans Knesl (1905–1971), Bildhauer
- Gerhard Ringel (1919–2008), Mathematiker